# 神林龍
神林 龍（かんばやし りょう、1972年 - ）は、日本の経済学者。武蔵大学経済学部教授。専門は労働経済学。博士（経済学）（東京大学、2000年）。東京都東久留米市出身。

## 略歴
- 1994年3月 ： 東京大学経済学部経済学科卒
- 1997年3月 ： 東京大学大学院経済学研究科修士課程修了
- 2000年3月 ： 東京大学大学院経済学研究科博士課程修了
- 2000年4月 ： 東京都立大学経済学部講師
- 2001年4月 ： 東京都立大学経済学部助教授
- 2005年4月 ： 一橋大学経済研究所助教授
- 2007年4月 ： 一橋大学経済研究所准教授
- 2015年4月 ： 一橋大学経済研究所教授
- 2023年4月 ： 武蔵大学経済学部教授

外部研究員歴
- 2001年9月 - 2003年3月 ： スタンフォード大学経済学部客員研究員
- 2006年9月 - 2007年2月 ： イェール大学 East Asia Council客員研究員

## 著書
- 『解雇規制の法と経済』 日本評論社, 2008年。
- 『正規の世界・非正規の世界』慶応義塾大学出版会, 2017年。
（第58回（2017年度）エコノミスト賞）[2][3]

### 共編著
- 『雇用社会の法と経済』 有斐閣, 2008年。（荒木尚志, 大内伸哉, 大竹文雄との共同編集）
- 『日本の外国人労働力』 日本経済新聞社, 2009年。（中村二朗, 内藤久裕, 川口大司, 町北朋洋との共著）
（第52回日経・経済図書文化賞）

## 受賞歴
- 日経・経済図書文化賞
- エコノミスト賞受賞
- 2020年 日本学士院賞